# Svart vedblomfluga
Svart vedblomfluga (Xylota suecica) är en tvåvingeart som först beskrevs av Ringdahl 1943.  Svart vedblomfluga ingår i släktet vedblomflugor, och familjen blomflugor.
Artens utbredningsområde är Sverige. Enligt den finländska rödlistan är arten nära hotad i Finland. Enligt den svenska rödlistan är arten nära hotad i Sverige. Arten förekommer i Nedre Norrland och Övre Norrland. Artens livsmiljö är skogslandskap, våtmarker. Inga underarter finns listade i Catalogue of Life.